# Salterio de Westminster

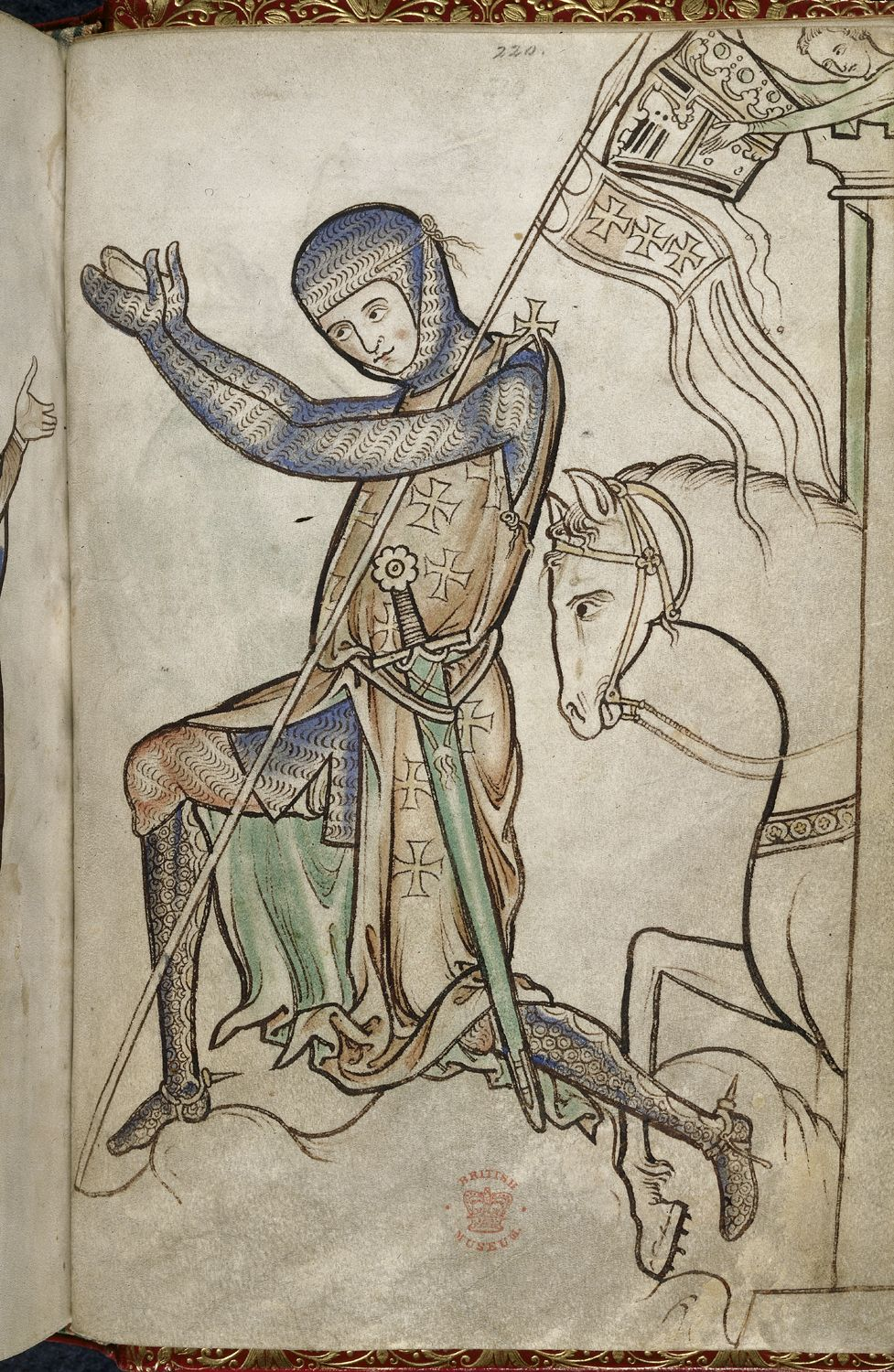
Detalle de la miniatura del Salterio de Westminster, 1250 o posterior, Royal MS 2 A XXII, f. 220

El Salterio de Westminster, Biblioteca Británica, MS Royal 2 A XXII, es un salterio inglés iluminado de alrededor de 1200, con algunas hojas adicionales con dibujos tintados añadidos alrededor de 1250. Es el salterio más antiguo que se conserva en la abadía de Westminster, y se supone que salió de Westminster tras la disolución de los monasterios. Se incorporó a la Antigua Biblioteca Real como parte de la colección de John Theyer, comprada por Carlos II de Inglaterra en 1678. Ambas campañas de decoración, tanto las iluminaciones del original como los dibujos interpolados a toda página, son importantes ejemplos de la pintura de manuscritos ingleses de sus respectivas épocas.

## Descripción
El manuscrito tiene 224 folios medievales con un tamaño de página de 230 x 155 mm y una superficie de texto típica de 160 x 95. La encuadernación es moderna, de 1932. El contenido comienza con un calendario, ilustrado con los signos del Zodíaco en pequeños redondeles (ff. 4r-10v), con Escorpio como dragón. Siguen cinco miniaturas a toda página con fondos dorados, que muestran: la Anunciación, la Visitación, la Virgen y el Niño sentados, Cristo en Majestad rodeado de los Símbolos de los Evangelistas y el Rey David tocando su arpa (ff 12v-14v). David se enfrenta a la gran inicial de Beato (f 15r) que inicia el texto del Libro latino de los Salmos, que incluye tres escenas de la vida de David a lo largo del tallo de la "B": David decapitando a Goliat, llevando su cabeza a Saúl, y tocando el arpa, coronado como rey. Esto ocupa alrededor de dos tercios de la página. Las diez secciones inglesas habituales en las que se dividen los salmos están marcadas por iniciales decoradas más pequeñas, algunas historiadas con figuras. Éstas marcan el comienzo de los salmos 26 (f 38v), 38 (f 53r), 51 (f 66), 51 y 52 (f 66r y v), 68 con Jonás arrojado de su barco y montado sobre la ballena (f 80v ), 80 (f 98r), 97 (f 114r), 101 con Cristo en la inicial, y un monje arrodillado debajo con un pergamino que dice "Señor escucha mi oración" (f 116), y 109 con la Trinidad (f 132 ). Las iniciales al comienzo de los demás salmos están en tinta de color rojo, verde y azul, con decoración. Algunos de los rellenos decorativos tienen cabezas de animales. Los salmos van seguidos de las letanías, con el santo real Eduardo el Confesor, que reconstruyó la abadía de Westminster, escrito en oro en el f 182 (al igual que en el calendario del f 5), y oraciones especiales por Eduardo y San Pedro, el dedicatario de la abadía.

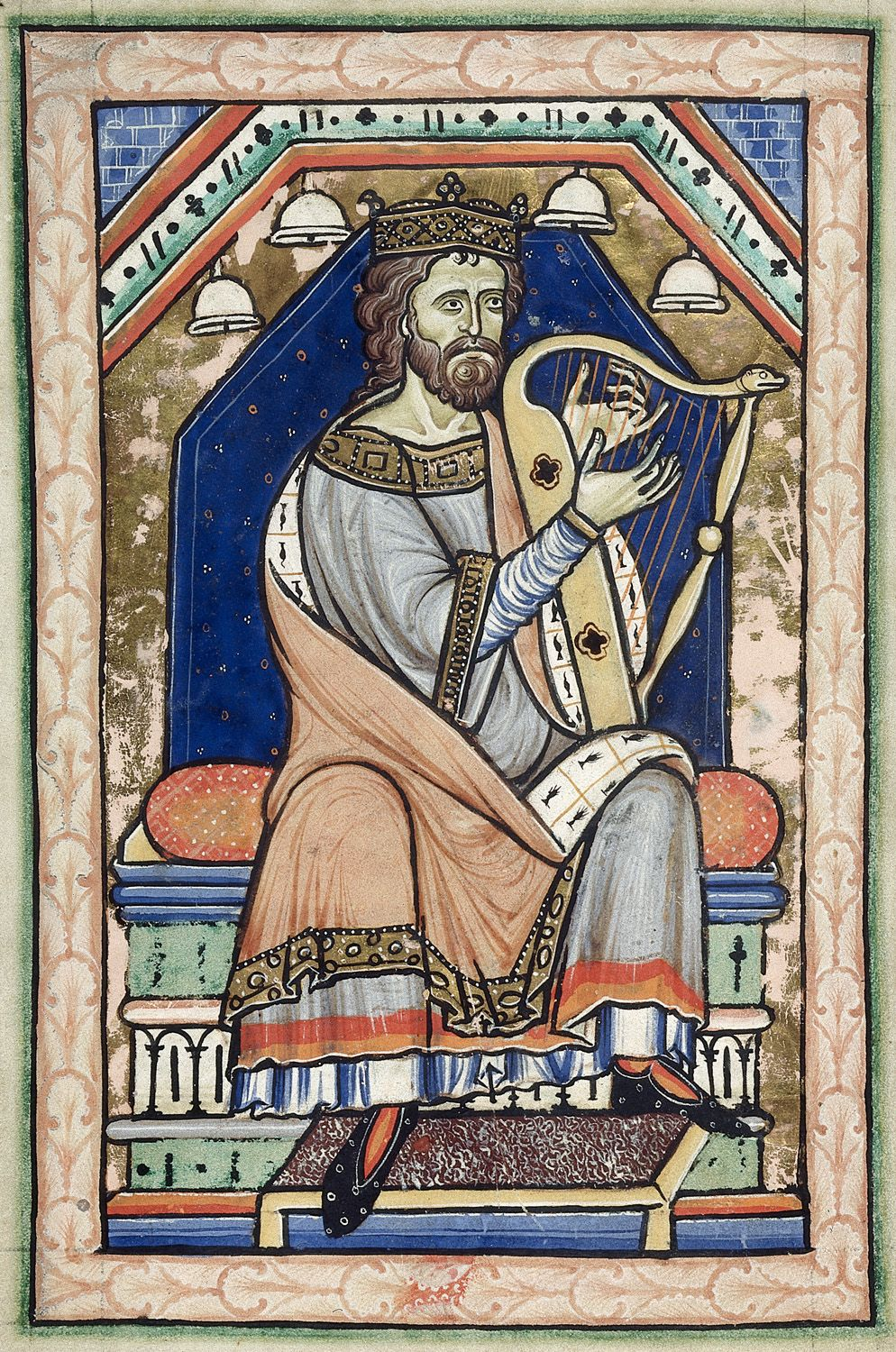
El rey David tocando el arpa al comienzo de los Salmos, f 14v

Hacia 1250 se añadieron cinco dibujos tintados a toda página en páginas anteriormente en blanco (ff 219v-221v). Estos dibujos muestran: un rey y un caballero arrodillado en páginas enfrentadas, San Cristóbal llevando al Niño Jesús, un arzobispo y, finalmente, la cabeza de Cristo en un formato asociado a las imágenes de la Santa Faz, con una oración debajo referida a esa reliquia. Hasta el siglo XV se añadieron oraciones y antífonas, incluyendo un dibujo de un hombre desnudo de finales del siglo XIV o del XV.

## Historia
Se supone que el manuscrito fue encargado para la abadía de Westminster por el monje que aparece en el folio 116 (véase más arriba), que quizá fuera William Postard, abad de 1191 a 1200, o Ralph de Arundel, abad desde 1200 hasta que "fue depuesto por prepotencia" en 1214. Según un estudioso, el calendario refleja los cambios de "actualización" de algunas fiestas que introdujo Ralph como abad, en cuanto a las marcas que reflejan el número de lecciones que deben leerse y las capas que deben llevarse, aunque estilísticamente sería posible una fecha tan temprana como la década de 1180. El patrón de adiciones sugiere que se mantuvo en uso para los servicios desde su creación hasta la disolución del monasterio en 1540, y aparece en un inventario realizado en 1388 del contenido de la sacristía, que incluye 17 libros utilizados en los servicios, frente a los de la biblioteca del monasterio, así como en otro inventario de 1540. Como muchos libros monásticos, su historia queda entonces poco clara durante un tiempo, antes de que reaparezca en la colección del bibliófilo anticuario John Theyer (1597-1673), que hizo algunas anotaciones en el libro. Tras su muerte, su colección fue comprada por el librero londinense Robert Scott para la Antigua Biblioteca Real, que a su vez fue donada por Jorge II al recién fundado Museo Británico en 1757.
Escritores recientes como Nigel Morgan confían en que toda la ilustración del siglo XIII fue producida en Londres, aunque las primeras miniaturas a toda página son de un maestro itinerante, lo que se refleja en la entrada del catálogo de Deirdre Jackson para la exposición de Manuscritos Reales de la Biblioteca Británica de 2011-12. Sin embargo, Janet Backhouse, entonces conservadora de Manuscritos Iluminados de la Biblioteca Británica, describió las miniaturas prefabricadas como "Inglaterra, posiblemente St Albans o Winchester" en un libro de 1997, y el sitio web de la BB utilizó una fórmula similar a finales de 2011, aunque asignando los dibujos tintados a "Westminster". Dado que las miniaturas a toda página del prefacio se encuentran en un conjunto separado, su producción no tiene por qué coincidir exactamente con la de las iniciales en lo que respecta al tiempo o al lugar, y "es casi seguro que se crearon de forma independiente antes de ser encuadernadas en el libro".
La representación clara y detallada de los trajes de las figuras en los dibujos coloreados ha sido discutida y copiada en obras sobre la historia del traje desde finales del siglo XVIII; en particular, la sobreveste sin mangas y con costuras abiertas que lleva la cota de malla del caballero arrodillado se utiliza a menudo como ejemplo de esta innovación del mundo islámico.

## Estilo de las miniaturas

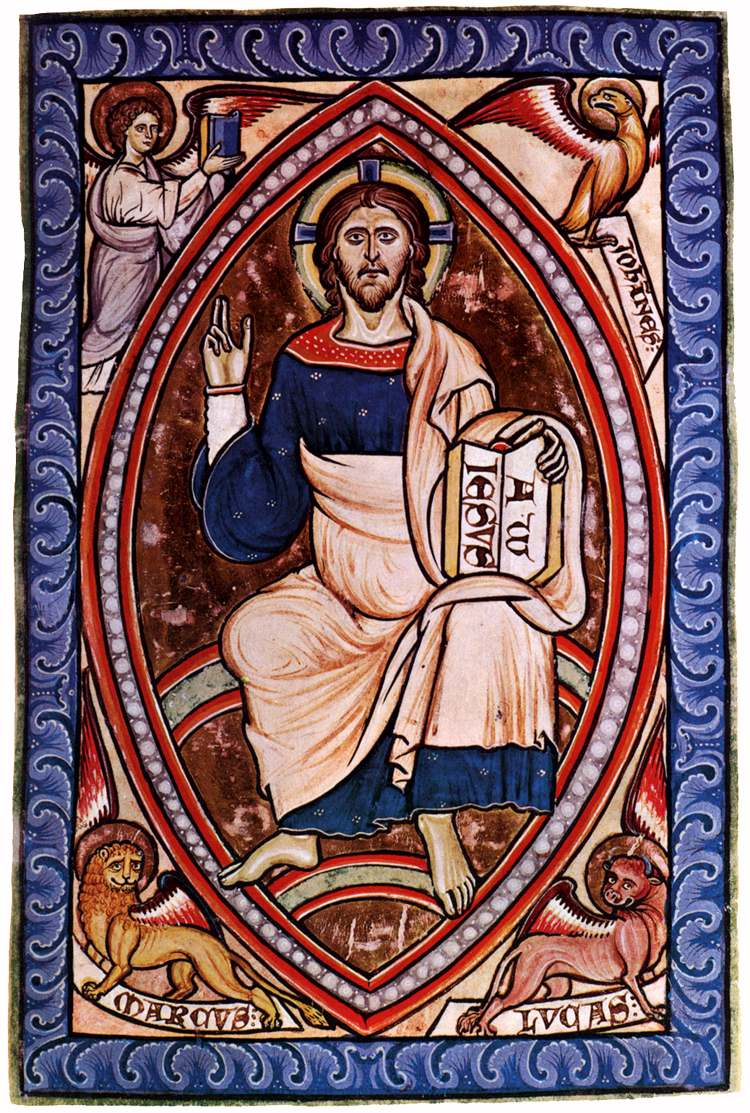
Cristo en Majestad, con los símbolos de los evangelistas, f 14r

Nigel Morgan fue el primero en distinguir un total de cinco manos en la decoración, tres en la campaña original hacia 1200, una hacia 1250 y la última (hombre desnudo) más tarde. El primer artista realizó los redondeles del calendario, la inicial del Beato y las demás iniciales figuradas, excepto la del monje del f 116, que fue realizada por otro artista. Entre los dos se supone que fueron responsables de las demás iniciales decoradas y de los adornos de texto. Es muy posible que se tratara de monjes de Westminster, mientras que las miniaturas prefabricadas a toda página fueron realizadas por un artista de mayor calidad, que bien pudo ser un "profesional laico itinerante", ya que su obra se encuentra también en las iniciales de una biblia realizada en la abadía de St Albans, actualmente en el Trinity College de Cambridge (MS B. 5.3). Su estilo está influenciado por los artistas responsables de las obras posteriores de la Biblia de Winchester, que también se consideran responsables de las pinturas murales de la sala capitular de Sigena, en el norte de España, y de las de la capilla del Santo Sepulcro de la catedral de Winchester. Las miniaturas están en la cúspide de la pintura románica y gótica. Morgan dice de su estilo "Las formas de las figuras son muy sustanciales, estáticas y redondeadas, con patrones de pliegues bastante naturales. Los rostros son de tipo bizantino, pero con un modelado más suave en tonos más claros de color que dan lugar a expresiones más suaves", y afirma que su "formación en Winchester parece estar fuera de toda duda".
Los cinco dibujos coloreados añadidos en torno a 1250 son de un estilo especialmente asociado a Inglaterra, y más conocido a través de la obra contemporánea de Mateo de París en St Albans, aunque era una especialidad inglesa desde la época anglosajona. Se trata de un dibujo a pluma con un fuerte contorno, coloreado con ligeras pinceladas (el arzobispo está, de hecho, sólo a tinta, quizá sin terminar). Es posible que estén relacionados con un salterio, ahora perdido, también en Westminster y registrado en el inventario de 1388, del que se dice que fue regalado por Enrique III (r. 1216-1272), que estaba reconstruyendo la abadía de Eduardo el Confesor y también su Palacio de Westminster justo en esta época. Hay varias referencias documentales a pinturas relacionadas con las obras de ambos edificios, hoy casi todas perdidas.
Como la mayoría de los dibujos tintados ingleses de esta época, se atribuyeron en su día a Mateo de París o a su "escuela de St Albans", pero los estudiosos recientes los consideran característicos de un estilo londinense distinto: "La obra de Westminster tiene rostros más detallados y refinados, y los contornos y pliegues internos muestran efectos de línea más dentados. Hay un profesionalismo sofisticado en el dibujo que contrasta con el estilo consumado pero algo ingenuo de Mateo".

## Iconografía
La iconografía de ambas campañas de ilustración se ha relacionado con la creciente afirmación del poder real típica de la época. Meyer Schapiro señaló las estrechas similitudes existentes entre algunas de las miniaturas anteriores y las del Salterio de Glazier, ligeramente posterior, actualmente en la Pierpont Morgan Library de Nueva York (MS G. 25), en particular en sus miniaturas de Cristo en Majestad. Analiza en las miniaturas de Glazier un programa relacionado con las controversias sobre el equilibrio entre el poder de las monarquías y la Iglesia que fueron muy intensas en esta época, aunque encuentra el Salterio de Glazier probablemente en el lado de la Iglesia de la discusión. Las miniaturas de Westminster carecen de algunos de los rasgos distintivos del Salterio de Glazier, pero la representación de la "dinastía sagrada" de David, María y Jesús puede seguir siendo significativa, pero "la idea es menos clara, menos sistemática, que en el libro posterior".

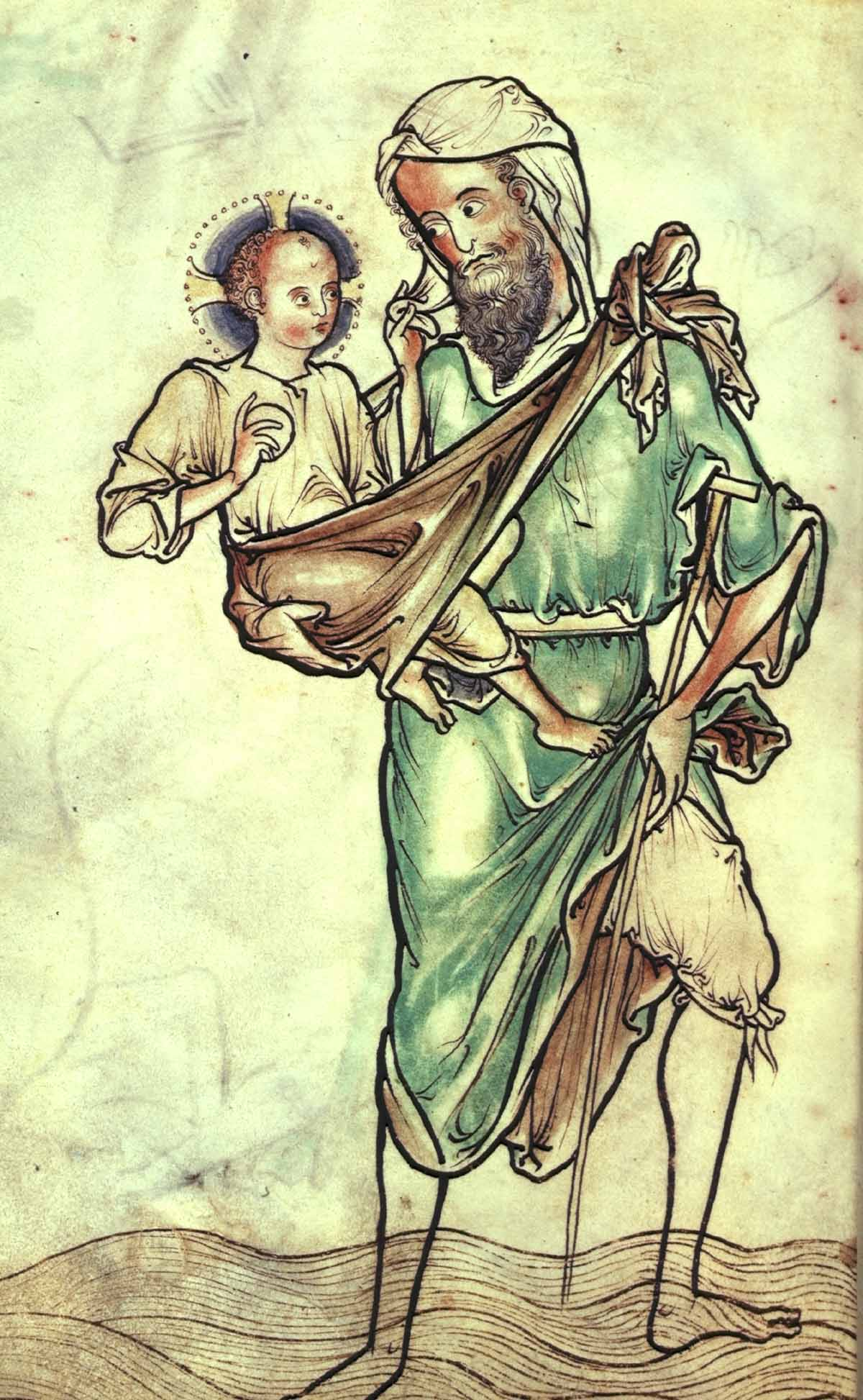
San Cristóbal llevando al Niño Jesús, f 220v, quizás la primera imagen de este tipo en el arte inglés

La agrupación de los cinco dibujos tintados es más inusual, ya que combinan las imágenes claramente devocionales de San Cristóbal y el rostro de la Santa Faz, con tres figuras de cada uno de los Tres Estamentos de la sociedad contemporánea - el arzobispo no parece representar a un santo, a pesar de estar frente a San Cristóbal. La imagen de la Santa Faz era popular en esta época, y aparece en varios manuscritos ingleses, pero San Cristóbal era un santo recientemente popular en el norte de Europa, y el dibujo de Westminster es "posiblemente su primera aparición aislada en el arte inglés".
El insólito dibujo del caballero, con su caballo y su escudero detrás, llevando cruces en su estandarte y sobreveste, y arrodillado ante su rey ha sido descrito como "una representación crucial no sólo de la relación de responsabilidad mutua impuesta por el sistema feudal, sino también del código caballeresco del que el rey cristiano, especialmente en las Cruzadas, era el exponente supremo". En un análisis del papel cambiante de la "nueva caballería" del siglo XIII, otro estudioso cita el dibujo como uno de los numerosos ejemplos del arte que muestran "nociones exaltadas de la caballería y su elevado propósito moral", y especula que el rey puede representar a Eduardo el Confesor, y el dibujo estar relacionado con Enrique III tomando la cruz. Enrique se convirtió en un "crucesignatus", se alistó para las Cruzadas, en tres ocasiones durante su largo reinado, aunque de hecho nunca lo hizo en persona. La segunda ocasión, en marzo de 1250, en un momento en el que la campaña de Luis IX de Francia en Egipto en la Séptima Cruzada parecía estar a punto de alcanzar grandes éxitos, ha desconcertado a los historiadores desde Mateo de París, y muchos sugieren que el principal motivo de Enrique podría haber sido reclamar una parte de las grandes recompensas de una conquista de Egipto, o bien hacerse con el control del entusiasmo generalizado por las cruzadas que se había apoderado de las clases militares inglesas, con complicadas implicaciones políticas y financieras para la corona.
La expedición propuesta por Enrique fue acompañada por una campaña de "propaganda" artística, "aparentemente limitada a 1251-52", que incluyó las decoraciones pintadas registradas en la Cámara de Antioquía del Palacio de Westminster, que muestran el Sitio de Antioquía en 1098, la primera gran victoria de las Cruzadas, y otras obras en el Palacio de Clarendon y el Castillo de Winchester. De éstas, las únicas obras que se conservan, aparte del dibujo, son los azulejos de la abadía de Chertsey, quizá realizados originalmente para un palacio real, que muestran el combate de Ricardo Corazón de León y Saladino, entre otras escenas, y algunos en Westminster. En 1254 Enrique sugirió que la rededicación de la nueva abadía de Westminster se celebrase el día de San Eduardo, en octubre de 1255, antes de su planeado embarque; de hecho, se vio desviado para solucionar los disturbios en sus posesiones de Gascuña y, sean cuales sean sus intenciones originales, nunca llegó a concretarse.

## Exposiciones
En la actualidad, el manuscrito no se expone normalmente (aunque sí lo hizo durante periodos considerables cuando estuvo en el Museo Británico), pero se ha expuesto en el Museo Británico, Arte inglés 1934 e Ilustración de libros ingleses, 966-1846 1965; Museo Metropolitano de Arte de Nueva York, El año 1200 1970, Galería Hayward, Arte románico inglés 1066-1200 1984; Real Academia de Arte, Edad de la Caballería: Art in Plantagenet England 1200-1400 1987. Se expuso en la British Library en 2011-2012 en la exposición Royal Manuscripts: The Genius of Illumination, mostrando la apertura a ff. 14v-15r con David frente a la inicial del Beato, que junto con los dibujos del caballero y el rey, y la apertura de la Anunciación y la Visitación, ha sido la vista más expuesta.